# Georg Schrimpf
Georg Gerhard Schrimpf (født 13. februar 1889 i München; død 19. april 1938 i Berlin) 
var en tysk maler og grafiker, der sættes i forbindelse med kunstbevægelsen Neue Sachlichkeit.
Stedfaren satte 1901 Schrimpf i lære i Passau som 'Zuckerbäcker', konditor. Som udlært rejste han rundt efter arbejde indtil han 1910 slog sig ned i München. Han begyndte at beskæftige sig med tegning og maleri omkring 1911; 1914 blev han indkaldt til militærtjeneste, men året efter kasseret af helbredsgrunde.
Novemberrevolutionen 1918 oplevede han i München, hvor han som medstifter af "Aktionsausschusses revolutionärer Künstler in München" blev arresteret flere gange. 1921 tilsluttede Schrimpf sig Neue Sezession (de).
Da hans arbejder var blevet betegnet som "ny tysk romantik", klarede han sig i første omgang i forhold til de nye nazistiske magthavere efter 1933. Dog indhentede hans revolutionære fortid ham, og 33 værker blev konfiskeret som ’degenererede’, Entartete Kunst. 1937 blev han afskediget og døde kort efter.
| - Portrætter med og selvportrætter af Georg Schrimpf - Schrimpf og hustru Maria Uhden, o. 1917 - Schrimpf og hustru Maria Uhden, o. 1917 (Uhden døde 1918) - Selvportræt, ca 1930 Schrimpf i profil - Selvportræt, ca. 1937 - Stående i lang frakke. Ukendt år Stehender Mann im langen Mantel (Selbstportrait) |

| - Værker af Georg Schrimpf - Porto Ronco, 1917 - Maria Uhden, 1917 - Portræt af vennen Oskar Maria Graf, 1918 - Kinder im Hof, 1918 - Stillleben med kat (Ofenecke, ovnhjørne), 1923 - Pige ved vindue, 1925 Mädchen am Fenster - På balkonen, 1927/29 Auf dem Balkon - Ung svinehyrde, ca. 1930 Junger Schweinehirt - På trappe om aftenen, ca. 1930 Treppe am Abend - Figurer i et landskab, ca. 1930 Figuren in Landschaft - Pige med spejl, 1930 Mädchen mit Spiegel - Chiemsee, 1931 - Am Morgen, 1931 - Ausschauende, 1932 - Osterseen, o. 1933 (Landkreis Weilheim-Schongau) - Staffelsee, 1934 - To piger ved vindue, 1937 Zwei Mädchen am Fenster |